# Островной
Островно́й ((йок.-саам. Ёвкый, кильд. саам. Ёфкэ сыййт), до 1938 года — село Йока́ньга, до 1981 года — посёлок Греми́ха) — город в Мурманской области России, центр городского округа ЗАТО город Островной. 
Закрытое административно-территориальное образование (ЗАТО) Островной расположен на побережье Баренцева моря вблизи Йоканьгских островов, в 12 км от реки Йоканьга и к западу от мыса Святой Нос, в 360 км от Мурманска и 430 км от Архангельска.
В Закрытом административно-территориальном образовании (ЗАТО) Островной находится военно-морская база Северного флота Гремиха.
Население — 1412 чел. (2023).
Четвёртый по малонаселённости город России после Верхоянска, Чекалина и Высоцка. С 1996 года население города сократилось примерно в 10 раз. 

## География

Местоположение ЗАТО Островной на карте Мурманской области

Островной является самым восточным в области городом.
ЗАТО состоит из двух микрорайонов-анклавов, расположенных в 50 км друг от друга и связанных между собой морским путём.
Первый из них (собственно город Островной и ряд сёл) расположены на берегу Святоносского залива и расположенных в нём островах (остров Витте и др.) и на полуострове Святой Нос.
Второй — к востоку — состоит из нескольких участков на берегу Лумбовского залива и прилегающих островах и мысах. Также в состав ЗАТО входит Терско-Орловский Маяк, расположенный в 125 км к востоку от города, в проливе Орловская Салма Белого моря.

## История

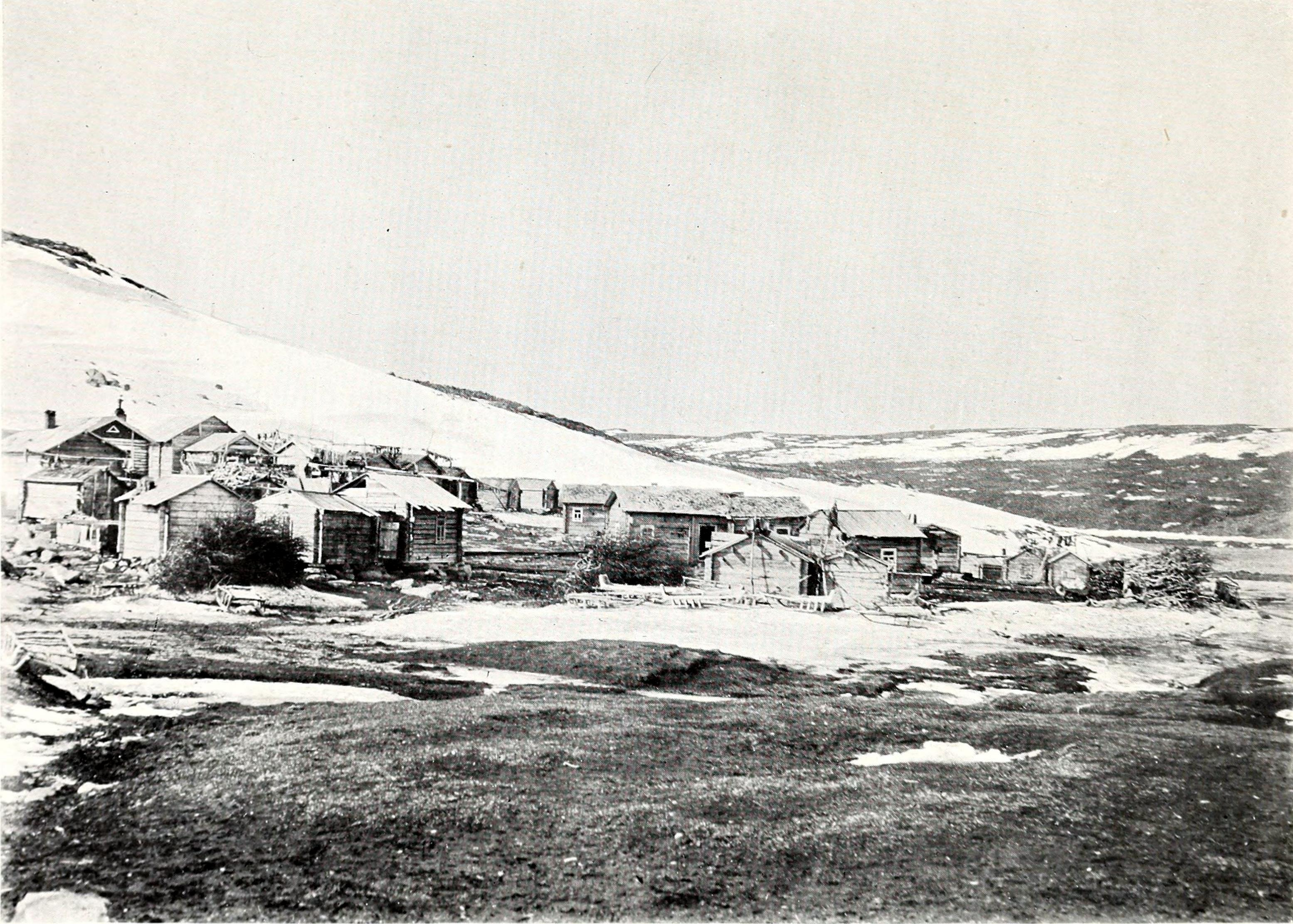
Саамское поселение на месте Островного, 1904 год

Официальной датой основания Йоканьги (Йоканьгского погоста, одного из 17 саамских поселений на Кольском полуострове) считается 17 сентября 1611 года — дата первого упоминания об этом населённом пункте.
День 17 сентября ежегодно отмечается как день рождения города; в 2011 году населённый пункт отметил своё 400-летие.
Строительство первой военно-морской базы началось здесь в 1915 году во время Первой мировой войны (прервано в 1917 году). Главный морской штаб посчитал, что отсюда проще всего вести контроль за Горлом Белого моря и восточным сектором Баренцева моря.
С 1918 года по 1920 год находился в составе Северной области. По указу Миллера, на недостроенной военно-морской базе организован концентрационный лагерь.

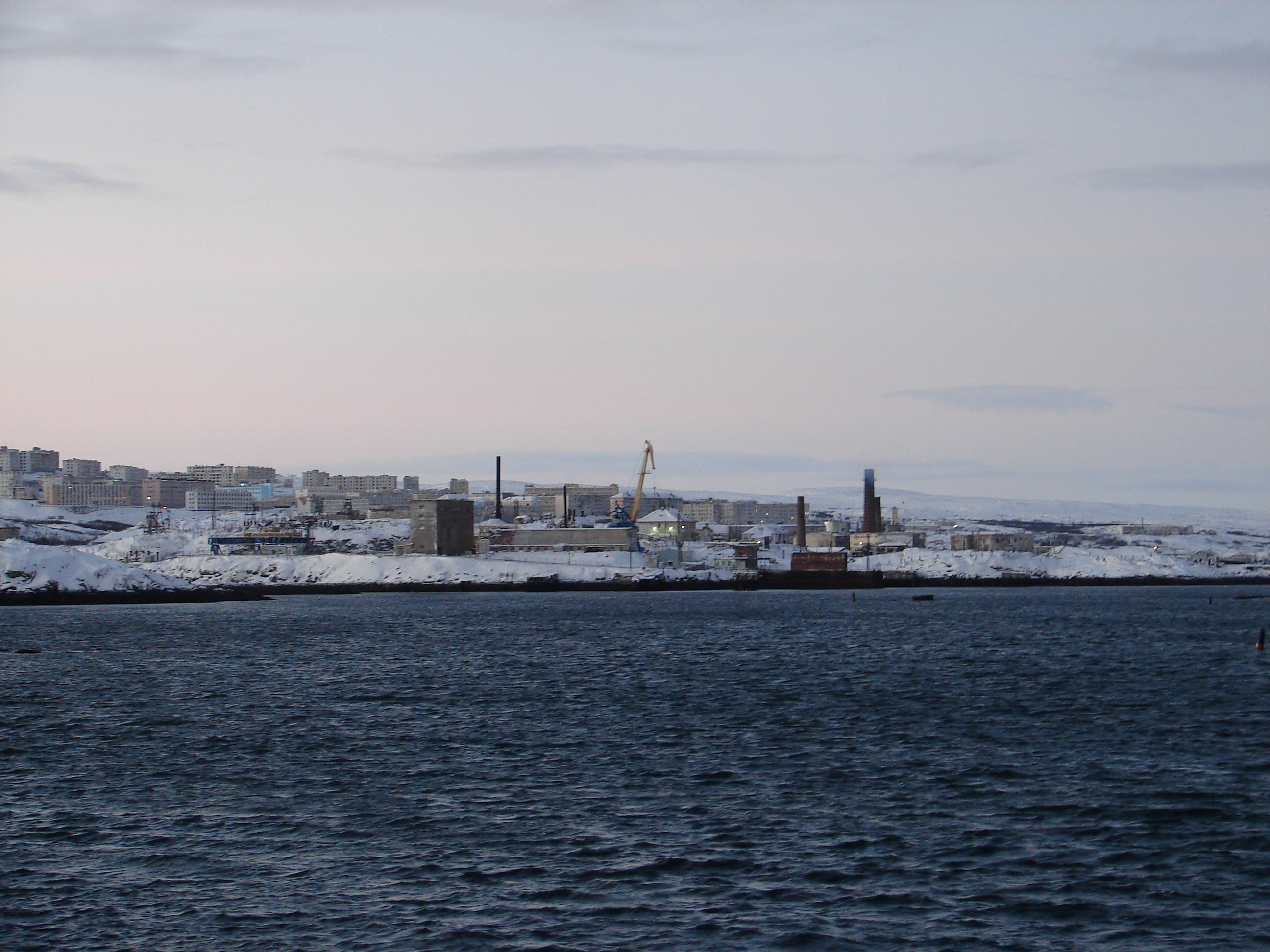
Город Островной с причала Гремихи

В 1920 году Йоканьгский погост был переименован в село Йоканьга.
В 1930 году село стало административным центром Саамского района.
Саамский район — административно-территориальная единица в составе Ленинградской и Мурманской областей РСФСР с центром в селе Поной, существовавшая в 1927—1962 годах.
Всего было образовано 4 сельсовета: Иоканьгский, Лумбовский, Понойский, Сосновский.
Иоканьговский и Лумбовский сельсоветы имели статус лопарских национальных.
В 1936 году Понойский район был переименован в Саамский район, а его центр перенесён в село Иоканьга.
В 1938 году село было переименовано в Гремиху.
22 июня 1941 года в Гремихе организована Йоканьгская военно-морская база.
В 1963 году, после упразднения Саамского района, Гремиха вошла в состав Североморского района Мурманской области.
В 1981 году Гремиха была преобразована в закрытый город Островной.
Непосредственно город Островной был построен уже в советское время в 3 км от Гремихи; в качестве его наименования также использовалось условное обозначение «Мурманск-140».
В настоящее время Гремиха является одним из мест хранения отработанного ядерного топлива подводных лодок Северного флота и единственным местом, где возможно производить перезарядку корабельных реакторов с жидкометаллическим теплоносителем.
По состоянию на 2008 год база в большей мере использовалась для отстоя списанных подводных лодок.
По состоянию на 2014 год вывезено всё ОЯТ водо-водяных реакторов, с подводных лодок выгружены все отработавшие выемные части реакторов с жидкометаллическим теплоносителем. Ожидалось, что Гремиха будет очищена от ядерного топлива к 2020 году.
Ни автомобильного, ни железнодорожного сообщения с Островным нет и не было (хотя в 1951—1953 годах была сделана попытка построить в город ветку Кольской железной дороги), поэтому добраться туда можно или теплоходом «Клавдия Еланская» (14 часов пути от Мурманска), или вертолётом.
Ранее в город летал самолёт Ан-2, в зимнее время садившийся на лёд замёрзшего озера Змееозеро, а в летнее время на специально подготовленную грунтовую полосу недалеко от города.

## Население
| 1939  | 1959  | 1970  | 1979  | 1996    | 2000    | 2001  | 2002  | 2003  | 2005  | 2006  |
| ----- | ----- | ----- | ----- | ------- | ------- | ----- | ----- | ----- | ----- | ----- |
| 632   | ↗3342 | ↗6956 | ↗9338 | ↗14 000 | ↘10 300 | ↘9900 | ↘5032 | ↘5000 | ↘4800 | ↘4500 |
| 2007  | 2008  | 2009  | 2010  | 2011    | 2012    | 2013  | 2014  | 2015  | 2016  | 2017  |
| ↘4400 | ↘4200 | ↘4090 | ↘2171 | ↗2194   | ↘2075   | ↘2073 | ↘2038 | ↗2065 | ↘1960 | ↘1876 |
| 2018  | 2019  | 2020  | 2021  | 2023    |         |       |       |       |       |       |
| ↘1847 | ↘1784 | ↘1669 | ↘1487 | ↘1412   |         |       |       |       |       |       |

На 1 января 2025 года по численности населения город находился на 1121-м месте из 1124 городов Российской Федерации.
Гендерный состав
Численность населения, проживающего на территории населённого пункта, по данным Всероссийской переписи населения 2010 года составляет 2171 человек, из них 1128 мужчин (52 %) и 1043 женщины (48 %).
Национальный состав
По итогам переписи населения 2020 года проживали следующие национальности (национальности менее 0,1 % и другое, см. в сноске к строке «Другие»):
| Национальность | Численность, чел. | Доля     |
| -------------- | ----------------- | -------- |
| Русские        | 1192              | 80,16 %  |
| Украинцы       | 88                | 5,92 %   |
| Ногайцы        | 51                | 3,43 %   |
| Саамы          | 27                | 1,82 %   |
| Азербайджанцы  | 10                | 0,67 %   |
| Башкиры        | 8                 | 0,54 %   |
| Белорусы       | 8                 | 0,54 %   |
| Молдаване      | 7                 | 0,47 %   |
| Татары         | 7                 | 0,47 %   |
| Казахи         | 6                 | 0,40 %   |
| Мордва         | 5                 | 0,34 %   |
| Узбеки         | 5                 | 0,34 %   |
| Марийцы        | 4                 | 0,27 %   |
| Турки          | 4                 | 0,27 %   |
| Лезгины        | 3                 | 0,20 %   |
| Армяне         | 3                 | 0,20 %   |
| Чуваши         | 2                 | 0,13 %   |
| Немцы          | 2                 | 0,13 %   |
| Киргизы        | 2                 | 0,13 %   |
| Другие         | 53                | 3,57 %   |
| Итого          | 1487              | 100,00 % |

## Галерея

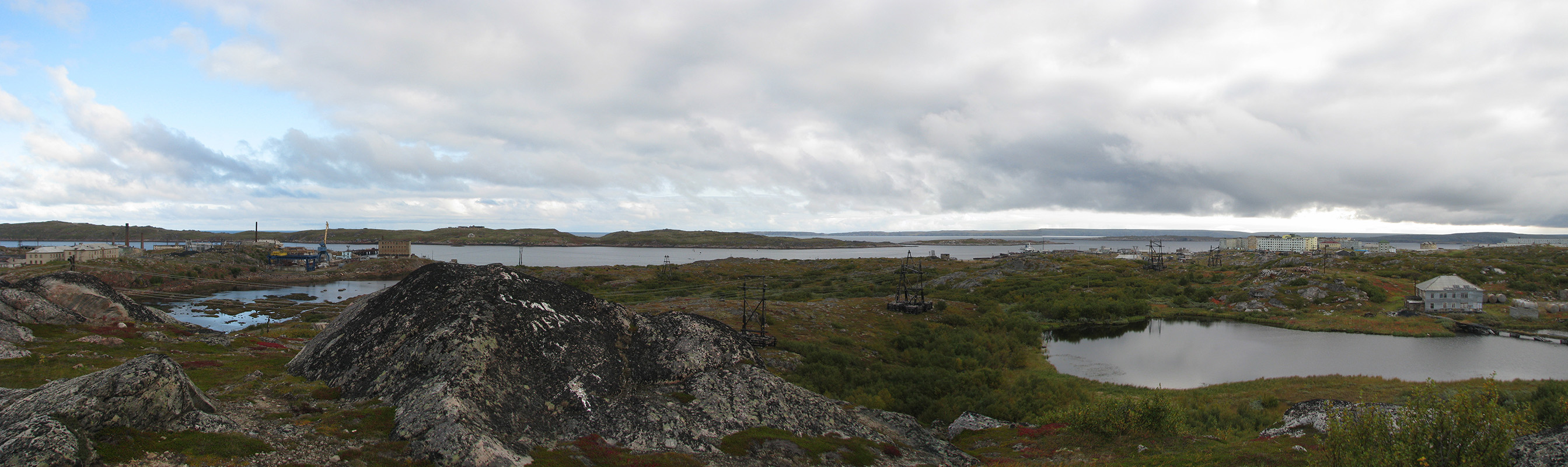
Панорама Гремихи
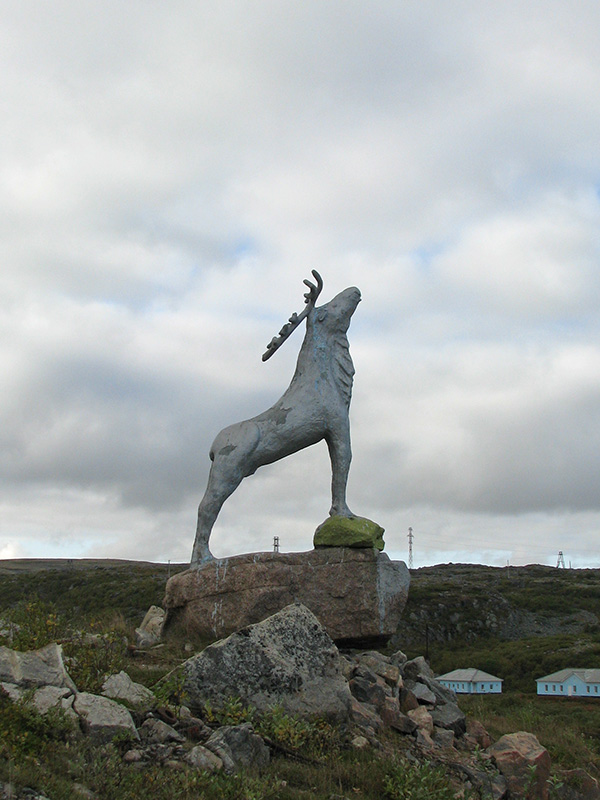
Символ города
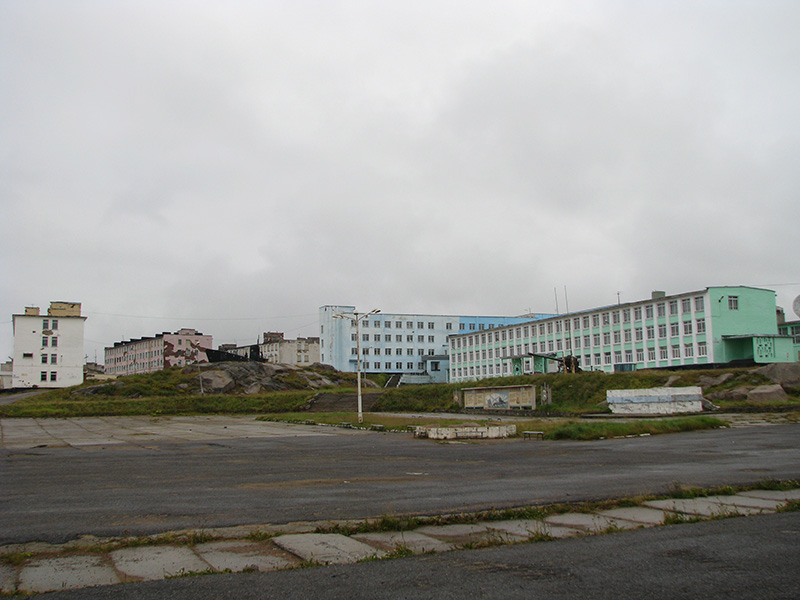
Площадь и подводная лодка С-51 в качестве памятника